# Difusão anômala
Difusão anômala é um termo usado para descrever um processo de difusão com uma relação não linear ao tempo, em contraste ao típico processo de difusão, no qual o deslocamento quadrático médio (DQM) de uma partícula é uma função linear do tempo.  
A difusão é freqüentemente descrita por uma lei de potência, dqm(t) ~ Dtα, onde D é o coeficiente de difusão e t é o tempo decorrido. Em um típico processo de difusão, α = 1. Se α > 1, o fenômeno é chamado superdifusão. Superdifusão pode ser resultado de processos de transporte celular ativo. Se α < 1, a partícula sofre subdifusão.
 Subdifusão tem sido proposta como uma medida de "apinhamento" (excesso de partículas, como as moléculas presentes, dificultando sua movimentação) macromolecular no citoplasma.